# В поисках брата (фильм, 2000, Индия)
«В поисках брата» (хинди फ़िज़ा, урду ﻓﻀﺎ‎) — индийская криминальная драма Халида Мохамеда, вышедшая в 2000 году. Фильм был представлен на Filmfare Awards в 8 номинациях и выиграл в 2, создатели получили также несколько премий IIFA и BFJA Awards.

## Сюжет
Аман (Ритик Рошан), брат Физы (Каришма Капур), исчез во время Бомбейских беспорядков 1993 года. Физа и её мать Нишатби (Джая Баччан) отчаянно надеются, что однажды он вернется. Через шесть лет после его исчезновения, Физа, уставшая от жизни в сомнениях, решает отправиться на поиски брата. Она использует все что возможно — закон, прессу, даже политиков, чтобы найти своего брата.
Когда она, наконец, находит его, Физа к своему ужасу обнаруживает, что тот присоединился к террористической группировке. Она убеждает его вернуться домой, и он наконец-то воссоединяется со своей семьей. Однако вскоре он снова решает вернуться к террористам, подталкиваемый Мурадом Ханом (Манодж Баджпаи), который притворяется мусульманином, но на самом деле является человеком без религии и морали. Напряженная ситуация вскоре приводит к тому, что Аман раскрывает свои связи с террористами перед сестрой, матерью и полицией. Горе его матери Нишатби подталкивает её к самоубийству.
Физа опять пытается отыскать брата с помощью Анирудха. Аман тем временем отправляется на задание: убить двух влиятельных политиков. Когда он выполняет задание, его собственные соратники в террористической организации пытаются убить его самого. Он сбегает, а Физа следует за ним. Они встречают друг друга, и Аман просит у Физы убить его, что та и совершает, чтобы дать ему достойно уйти из жизни.

## В ролях
- Каришма Капур — Физа Икрамулла
- Ритик Рошан — Аман Икрамулла
- Джая Баччан — Нишатби Икрамулла
- Манодж Баджпаи — Мурад Хан
- Неха — Шехназ
- Аша Сачдэв — Улфат
- Бикрам Салуджа — Анирудх
- Иша Коппикар — Гитанджали
- Джонни Левер — клубный комик
- Сушмита Сен — танцовщица в песне «Mehboob Mere»

## Критика
Критика положительно встретила фильм, однако он был не очень успешен в плане кассовых сборов.

## Саундтрек
Песня «Mere Watan» стала первой хиндиязычный песней для ассамского певца Зубина Гарга.
| №  | Название                   | Исполнители                                                        | Длительность |
| -- | -------------------------- | ------------------------------------------------------------------ | ------------ |
| 1. | «Aaja Mahiya»              | Удит Нараян, Алка Ягник                                            |              |
| 2. | «Mehboob Mere»             | Сунидхи Чаухан, Карсан Саргатия                                    |              |
| 3. | «Tu Fiza Hai»              | Алка Ягник, Сону Нигам, Прашант Самадхар                           |              |
| 4. | «Gaya Gaya Dil»            | Сону Нигам                                                         |              |
| 5. | «Piya Haji Ali»            | А. Р. Рахман, Кадар Гулам Мустафа, Муртаза Гулам Мустафа, Шринивас |              |
| 6. | «Na Leke Jao»              | Джаспиндер Нарула                                                  |              |
| 7. | «Mere Watan: Amaan's Fury» | Зубин Гарг                                                         |              |
| 8. | «Aankh Milaoongi»          | Аша Бхосле                                                         |              |

## Награды и номинации
Filmfare Awards
- Filmfare Award за лучшую женскую роль — Каришма Капур[2][3]
- Filmfare Award за лучшую женскую роль второго плана — Джая Баччан[2][3]
- Номинация Filmfare Award за лучшую мужскую роль — Ритик Рошан
- Номинация Filmfare Award за лучший мужской закадровый вокал — Сону Нигам («Tu Hawa Hai»)
- Номинация Filmfare Award за лучший женский закадровый вокал — Сунидхи Чаухан («Mehboob Mere»)